# Harry Bolus
Harry Bolus (28 de abril de 1834-25 de mayo de 1911) fue un botánico, ilustrador botánico, empresario y filántropo sudafricano.
Produjo un destacado desarrollo de la Botánica en Sudáfrica al establecer becas de estudio, fundando el Bolus Herbarium y legando su biblioteca y gran parte de su fortuna al "Colegio Sudafricano" (hoy Universidad de Ciudad del Cabo).
Muy activo en los círculos científicos, fue miembro de la Sociedad linneana, miembro y presidente de la "South African Philosophical Society" (más tarde la Real Sociedad de SA), galardonado con la "SA Medal & Grant" por la "SA Association for the Advancement of Science"; y con un Doctorado Honorario de la Universidad de Buena Esperanza. Vol. 121 de Curtis's Botanical Magazine.

## Honores

### Epónimos
Es conmemorado en cinco géneros: Bolusia Benth., Bolusafra Kuntze, Neobolusia Schltr., Bolusanthus Harms, Bolusiella Schltr., así como numerosos nombres específicos de especies.

### Biografía
Bolus nace en Nottingham, Inglaterra. Es educado en la "Castle Gate School", Nottingham. Su decano George Herbert regularmente recibía y enviaba correspondencia sobre especímenes vegetales de William Kensit de Grahamstown, Sudáfrica. En una oportunidad, Kensit le requiere al Director que le enviase uno de sus pupilos como asistente; Harry Bolus fue esa persona y navegó a Puerto Elizabeth en la nave Jane, en marzo de 1850. Permaneció dos años con Kensit, hasta que se muda a Puerto Elizabeth. Tras una corta visita a Inglaterra, se ubica en Graaff-Reinet, donde vivirá los siguientes 19 años.
En 1857 se casa con Sophia Kensit, la hermana de William Kensit. De 1858 a 1870 tienen tres varones y una mujer. En 1864 pierden al mayor, de seis años; y Francis Guthrie que se había convertido en un íntimo amigo, sugiere que se vuelque a la Botánica para atenuar esa pérdida. Comienza su colección de flora en 1865 y pronto mantiene correspondencia con Joseph Hooker de Kew; William Henry Harvey en Dublín; Peter MacOwan en Grahamstown. Uno de sus más preciados tesoros fue una copia de Prodromus por De Candolle, que lo recibe de Guthrie, en 1869.
En 1875 se junta con su hermano Walter en Ciudad del Cabo, asentándose en el suburbio de Kenilworth, donde fundan la firma de corredores de bolsa Bolus Bros. Al año siguiente él y Guthrie visitan por 1ª vez a Kew, llevando consigo muchísimos especímenes para clasificar. Bolus describe ese periodo como 'maravillosos cuarenta días'. Retornan en el Windsor Castle en octubre de 1876, y el barco naufraga en la isla Dassen, perdiendo especímenes y notas. No desahuciado, comienza nuevamente a coleccionar nueva flora y además organiza expediciones a varias partes de Sudáfrica. Fue un excelente botánico de campo, y publica numerosos libros de sus observaciones. Aunque aventurero por naturaleza, era también calmo y modesto.
Su negocio floreció, permitiéndole adquirir finísimos textos botánicos. Tenía colecciones completas de Botanical Magazine, Botanical Register, Refugium Botanicum, y grandes folios de Pierre-Joseph Redouté, Nikolaus Joseph von Jacquin, Ferdinand Bauer y Francis Masson formaban parte de su colección. Funda el "Profesorado Harry Bolus" en la Universidad del Cabo, y daba muchos fondos para becas. También dona sus extensos herbarios y bibliotecas al "South African College". Fue cofundador de la "South African Philosophical Society".
Harry Bolus amaba visitar Inglaterra, haciendo un total de 14 viajes de ida y vuelta a Sudáfrica. Falleció de un ataque cardíaco en Oxford, Surrey, el 25 de mayo de 1911. Su hijo más joven Frank se casa con Harriet Margaret Louisa Kensit, la nieta de William Kensit, al año siguiente.

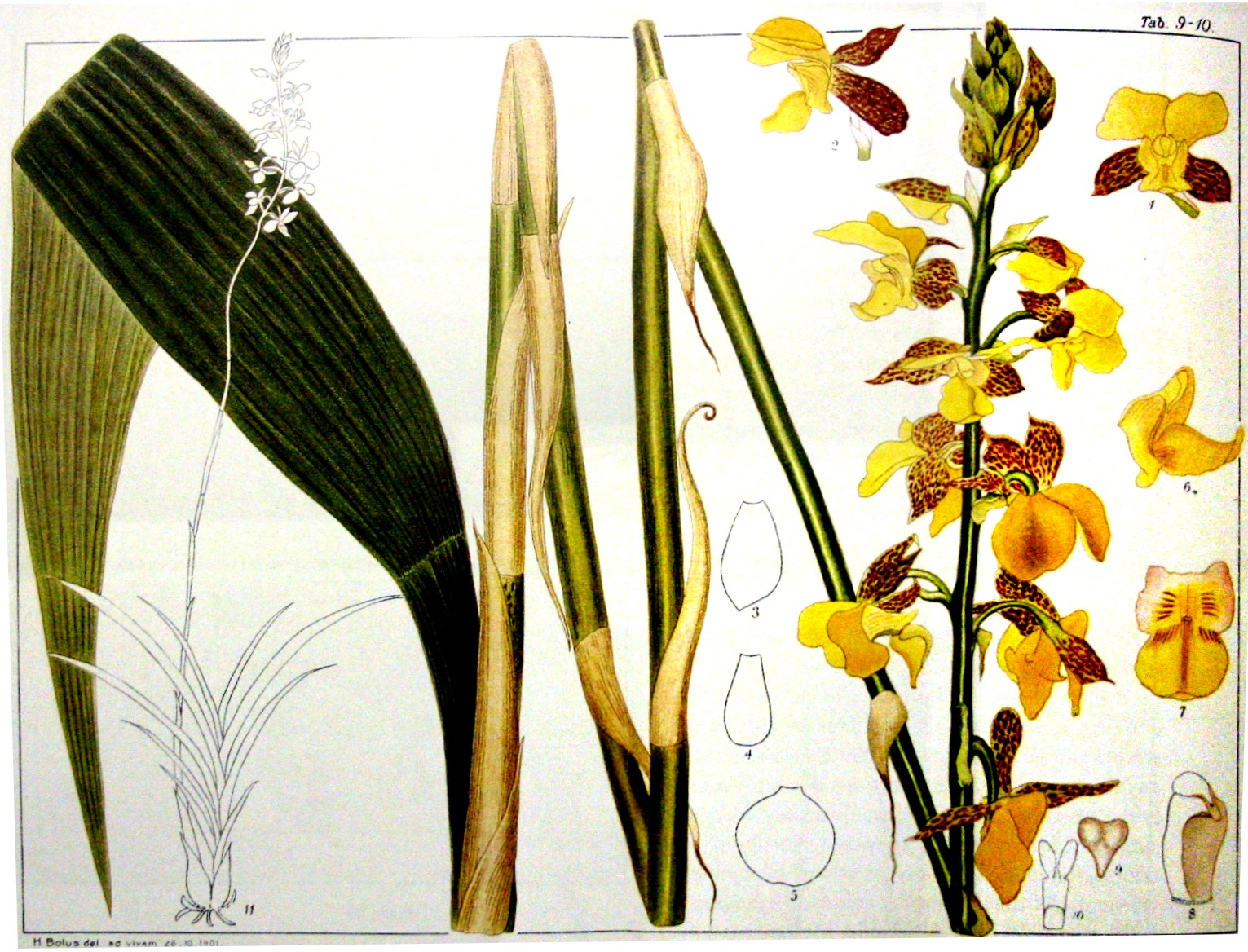
Eulophia streptopetala Lindl.1901 pintado × Harry Bolus

### Expediciones botánicas
- Namaqualand 1883
- Provincia Oriental del Cabo con HG Flanagan y EE Galpin
- Lourenço Marques a Barberton, Pretoria y Ciudad del Cabo 1886
- Estado Libre de Orange (Bester's Vlei, Witzieshoek, Mont-aux-Sources) con Flanagan 1893-94
- Transvaal y Suazilandia 1904-06

### Algunas publicaciones
- A Preliminary list of the Cape orchids 1881
- Descriptions of the 117 Cape Peninsula orchids; ilustrado con 36 planchas dibujadas y coloreadas por él
- A Sketch of the flora of South Africa 1886
- Icones Orchidearum Austro-Africanum Extra-tropicarum Vol. 1 Parte 1, comprendiendo 50 planchas. 1893
- Icones Orchidearum Austro-Africanum Extra-tropicarum Parte 2 1896
- Icones Orchidearum Austro-Africanum Extra-tropicarum Vol. 2 comprendiendo 100 planchas. 1911 (apenas postmortem).
- Icones Orchidearum Austro-Africanum Extra-tropicarum Vol. 3 editado por su sobrina nieta Miss HML Kensit, con 9 planchas pintadas por su hijo Frank. 1913
- A list of flowering plants and ferns of the Cape Peninsula con Wolley-Dod
- Ericaceae para Flora Capensis con Francis Guthrie y NE Brown

- La abreviatura «Bolus» se emplea para indicar a Harry Bolus como autoridad en la descripción y clasificación científica de los vegetales.[2]